# Forest City (Iowa)
Forest City è una città degli Stati Uniti d'America, situata nello Stato dell'Iowa, nella Contea di Winnebago e in parte nella Contea di Hancock. È il capoluogo della Contea di Winnebago.